# Wólka Ponikiewska
Wólka Ponikiewska (prononciation : [ˈvulka pɔniˈkʲɛfska]) est un village polonais de la gmina de Zakrzew dans le powiat de Lublin de la voïvodie de Lublin dans l'est de la Pologne.
Il se situe à environ 3 kilomètres au sud de Zakrzew (siège de la gmina) et 43 kilomètres au sud de Lublin (siège du powiat et capitale de la voïvodie).

## Histoire
De 1975 à 1998, le village est attaché administrativement à l'ancienne Voïvodie de Zamość.

Depuis 1999, il fait partie de la nouvelle voïvodie de Lublin.